# 哈茲克拉布爾 (特拉華州)
哈茲克拉布爾（英語：Hardscrabble）是位於美國特拉華州蘇塞克斯縣的一個非建制地區。該地的面積和人口皆未知。

## 地理
哈茲克拉布爾的座標為38°36′53″N 75°28′43″W / 38.61472°N 75.47861°W，而該地的平均海拔高度為15米（即49英尺）。